# Boston-Marathon 2016

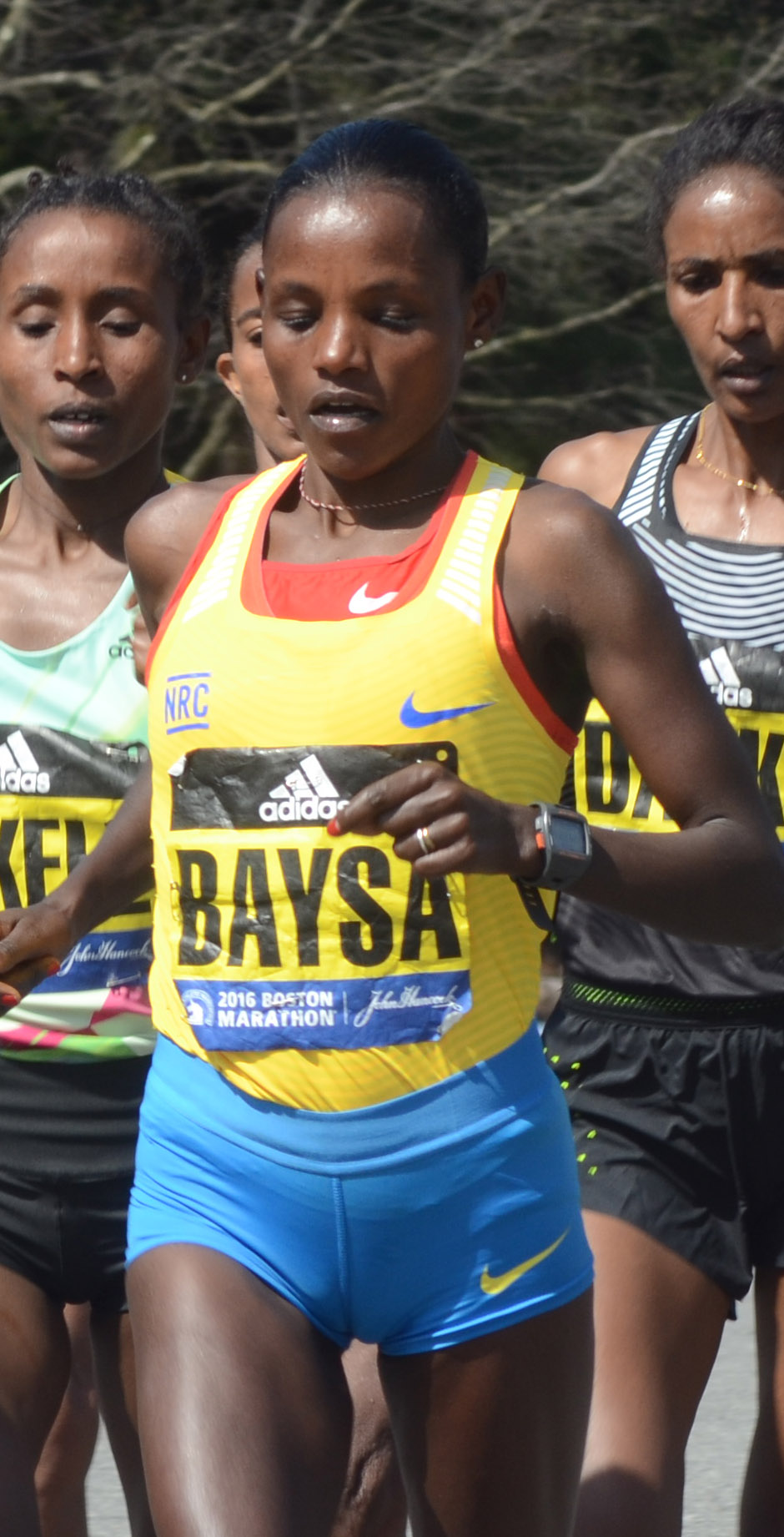
Siegerin Atsede Baysa

Der Boston-Marathon 2016 war die 120. Ausgabe der jährlich stattfindenden Laufveranstaltung in Boston, Vereinigte Staaten. Der Marathon fand am 18. April 2016 statt. Er war der erste Lauf des World Marathon Majors 2016/17 und hatte das Etikett Gold der IAAF Road Race Label Events 2016.
Bei den Männern gewann Lemi Berhanu in 2:12:45 h und bei den Frauen Atsede Baysa in 2:29:19 h.

## Ergebnisse

### Männer
| Platz | Athlet           | Land               | Zeit (h) |
| ----- | ---------------- | ------------------ | -------- |
| 01    | Lemi Berhanu     | Äthiopien          | 2:12:45  |
| 02    | Lelisa Desisa    | Äthiopien          | 2:13:32  |
| 03    | Yemane Tsegay    | Äthiopien          | 2:14:02  |
| 04    | Wesley Korir     | Kenia              | 2:14:05  |
| 05    | Paul Lonyangata  | Kenia              | 2:15:45  |
| 06    | Sammy Kitwara    | Kenia              | 2:16:43  |
| 07    | Stephen Chebogut | Kenia              | 2:16:52  |
| 08    | Abdi Nageeye     | Niederlande        | 2:18:05  |
| 09    | Getu Feleke      | Äthiopien          | 2:18:46  |
| 10    | Zachary Hine     | Vereinigte Staaten | 2:21:37  |

### Frauen
| Platz | Athletin               | Land               | Zeit (h) |
| ----- | ---------------------- | ------------------ | -------- |
| 01    | Atsede Baysa           | Äthiopien          | 2:29:19  |
| 02    | Tirfi Tsegaye          | Äthiopien          | 2:30:03  |
| 03    | Joyce Chepkirui        | Kenia              | 2:30:50  |
| 04    | Jeļena Prokopčuka      | Lettland           | 2:32:28  |
| 05    | Valentine Kipketer     | Kenia              | 2:33:13  |
| 06    | Flomena Cheyech Daniel | Kenia              | 2:33:40  |
| 07    | Bizunesh Deba          | Äthiopien          | 2:33:56  |
| 08    | Fate Tola              | Äthiopien          | 2:34:38  |
| 09    | Neely Spence Gracey    | Vereinigte Staaten | 2:35:00  |
| 10    | Mamitu Daska           | Äthiopien          | 2:37:31  |